# Matias Raymaekers
Matias Emmanuel Raymaekers (Herk-de-Stad, 11 mei 1982) is een Belgisch voormalig volleyballer.

## Levensloop
Raymaekers begon op 12-jarige leeftijd met volleyballen bij Bevo Geetbets, later volgde VTI Hasselt. In 1999 maakte hij de overstap naar VC Averbode en in 2002 ging hij aan de slag bij Noliko Maaseik. Van 2005 tot 2010 speelde hij in de Italiaanse serie A1, alwaar hij actief was bij Calippo Vibo Valentia, Volley Lube, Famigliulo Corigliano, Antonveneta Padova en nogmaals Volley Lube. Vervolgens speelde hij nog op het hoogste niveau in Rusland bij Lokomotiv Novosibirsk en VK Belogorje Belgorod en het Duitse Generali Haching. Na acht jaar in het buitenland te hebben gespeeld, keerde Raymaekers in 2013 terug naar Noliko Maaseik.
Daarnaast maakte hij deel uit van het Belgisch volleybalteam, waarbij hij debuteerde in 1999.
Na zijn spelerscarrière ging hij aan de slag als preventieadviseur in de bouw. Later richtte hij Volley Brains op, een forum voor online coaching. Zijn partner Marta Szczygielska was eveneens actief in het volleybal.